# Ottho Gerhard Heldring
Ottho Gerhard Heldring (Zevenaar, 17 mei 1804 – Mariënbad (Oostenrijk-Hongarije), 11 juli 1876) was een Nederlandse predikant en auteur. Hij behoorde tot de voormannen van Het Réveil in Nederland.

## Leven en werk
Ds. Heldring was getrouwd met Anna Elisabeth Deuffer Wiel (1807 - 1873). Zij hadden twee dochters en vijf zonen. Twee zonen werden ook predikant, onder wie Jan Lodewijk Heldring (1852-1923), die Nederlands-Hervormd predikant werd in Amsterdam en trouwde met Geertruida Margaretha Jacoba van Eeghen (1854-1911), dochter van Christiaan Pieter van Eeghen. Zoon Balthazar werd bankier. Ds. Heldring is de overgrootvader van de beeldhouwster Margot Hudig-Heldring en de Nederlandse journalist Jérôme Louis Heldring.
Ottho Gerhard Heldring studeerde vanaf 1820 te Utrecht en werd in 1827 predikant te Hemmen. Hij was daar tevens directeur van de door hem opgerichte Heldring-gestichten, een filantropische instelling te Zetten. Daar ook stichtte hij in 1848 Asyl Steenbeek, Nederlands eerste opvanghuis voor prostituees (onder leiding van Petronella Voûte) en in 1864 Nederlands eerste Kweekschool voor onderwijzeressen.
In Hoenderloo liet hij een waterput, een school en enige jaren later een kerk bouwen, en hij was een van de initiatiefnemers van een gesticht voor kansarme jongens (de voorloper van de huidige Hoenderloo Groep). Aan zijn filantropische werk, meer nog dan aan letteren en wetenschap, wijdde hij een groot deel van zijn leven. Hij overleed te Mariënbad in Bohemen op 11 juli 1876.
Hij was de geestelijk vader van de Geldersche Volksalmanak en leverde van 1835-1847 bijdragen in Liemers dialect aan de volksalmanak onder het pseudoniem 'Meister Maorten Baordman'. Verder leverde hij bijdragen aan Magdalena, Evangelisch Jaarboekje, uitgegeven ten behoeve van het Asyl Steenbeek (verschenen van 1853-1890), Bethel, Christelijke Stads- en Dorps-Almanak (1864-1874) en Het Zettensch Dorpskronykske (Zetten, 1868). Hij was redacteur van De Vereeniging, Christelijke stemmen (Amsterdam 1850).
Met Lublink Weddik gaf hij uit Waarheid en gevoel in 't leven (Amsterdam 1837) en met Christianus Petrus Eliza Robidé van der Aa: De Volksbode (Amsterdam 1839-1847). Voorts schreef hij vertalingen, aanprijzende voorberichten, kleine geschriften enzovoort.

## Publicaties
- De Natuur en de Mensch of levensbeschouwingen van pachter Gerhard op zijne wandelingen met neef Jonas, Amsterdam 1834
- Winteravond-lektuur van pachter Gerhard, Amsterdam 1835-1836
- Wandelingen ter opsporing van Bataafsche en Romeinsche oudheden, legenden, enz., Amsterdam 1838-1848
- De nimmer rustende Israeliet tot rust gekomen. Eene christelijke legende, Amsterdam 1839
- De zoon der natuur en de man naar de wereld, 2 dln., 1839
- Heldring, O.G. en Graadt Jonckers, R.H. (1841). De Veluwe: eene wandeling. G. van Eldik Thieme, Arnhem. OCLC 63469852
- Hoe Simon Bar Jona aan de hand van Jezus, Petrus geworden is, Leiden 1842
- De bijbel en de mensch, Amsterdam 1842-1844
- Binnen- en buitenlandsche kolonisatie, in betrekking tot de armoede, Amsterdam 1846
- Opmerkingen op een reis langs den Rijn, Amsterdam 1847
- Is er slavernij in Nederland?, brochure gericht tegen de reglementering van prostitutie, omstreeks 1847
- Reis naar Hamburg en Berlijn of eenige dagen toegewijd aan het gebied der innere Mission, Amsterdam 1850
- Leven en arbeid (postuum uitgegeven door zijn zoon in 1881; samengesteld uit dagboekfragmenten en losse herinneringen)

## Trivia
- Arriva rijdt in de Achterhoek met treinstel 10252, dat de naam 'Ottho Gerhard Heldring' draagt